# Canberra Women’s Classic
Canberra Women’s Classic inaczej Richard Luton Properties Canberra International  – profesjonalny, kobiecy turniej tenisowy czwartej kategorii, rozgrywany w stolicy Australii, Canberze. Impreza rozpoczęła się w 2001 roku zwycięstwem Belgijki Justine Henin. Historia zawodów jest jednak krótka, z ich rozgrywania zrezygnowano po zakończeniu sezonu 2006.
W 1962 roku została rozegrana pierwsza edycja turnieju, którą wygrała Margaret Smith. Od 2015 roku turniej został wznowiony, ale w randze ITF.

## Historia nazw turnieju
| Rok  | Rok  | Nazwa                                           |
| 2001 | 2006 | Richard Luton Properties Canberra International |

## Mecze finałowe

### gra pojedyncza
| Rok  | Mistrzyni               | Finalistka          | Wynik            |
| 2006 | Anabel Medina Garrigues | Cho Yoon-jeong      | 6:4, 0:6, 6:4    |
| 2005 | Ana Ivanović            | Melinda Czink       | 7:5, 6:1         |
| 2004 | Paola Suárez            | Silvia Farina Elia  | 3:6, 6:4, 7:6(5) |
| 2003 | Meghann Shaughnessy     | Francesca Schiavone | 6:1, 6:1         |
| 2002 | Anna Smasznowa          | Tamarine Tanasugarn | 7:5, 7:6(2)      |
| 2001 | Justine Henin           | Sandrine Testud     | 6:2, 6:2         |

### gra podwójna
| Rok  | Mistrzynie                         | Finalistki                              | Wynik         |
| 2006 | Marta Domachowska Roberta Vinci    | Claire Curran Līga Dekmeijere           | 7:6(5), 6:3   |
| 2005 | Tathiana Garbin Tina Križan        | Gabriela Navrátilová Michaela Paštiková | 7:5, 1:6, 6:4 |
| 2004 | Jelena Kostanić Claudine Schaul    | Caroline Dhenin Lisa McShea             | 6:4, 7:6(3)   |
| 2003 | Tathiana Garbin Émilie Loit        | Dája Bedáňová Dinara Safina             | 6:3, 3:6, 6:4 |
| 2002 | Nannie De Villiers Irina Sielutina | Samantha Reeves Adriana Serra Zanetti   | 6:2, 6:3      |
| 2001 | Nicole Arendt Ai Sugiyama          | Nannie De Villiers Annabel Ellwood      | 6:4, 7:6(2)   |